# Kevin Kyle
Kevin Alistair Kyle (Stranraer, Escocia, 7 de junio de 1981), futbolista escocés. Juega de delantero y su club actual es The Rangers Football Club de la Tercera División de Escocia.

## Selección nacional
Ha sido internacional con la Selección de fútbol de Escocia, ha jugado 10 partidos internacionales y ha anotado 1 gol.

## Clubes
| Club                      | País       | Año       |
| ------------------------- | ---------- | --------- |
| Huddersfield Town         | Inglaterra | 2000      |
| Darlington FC             | Inglaterra | 2000-2001 |
| Rochdale AFC              | Inglaterra | 2001      |
| Sunderland AFC            | Inglaterra | 2001-2006 |
| Coventry City             | Inglaterra | 2006-2008 |
| Wolverhampton Wanderers   | Inglaterra | 2008      |
| Hartlepool United         | Inglaterra | 2008      |
| Kilmarnock FC             | Escocia    | 2009-2010 |
| Heart of Midlothian       | Escocia    | 2010-2012 |
| The Rangers Football Club | Escocia    | 2012-     |